# 纪尧姆·勒克
纪尧姆·勒克（法語：Guillaume Lekeu，法語發音：[ɡijom ləkø]；1870年1月20日—1894年1月21日)，比利时作曲家。早年自学音乐，1888年到巴黎师从弗兰克，弗兰克逝世后师从丹第。1891年获罗马大奖第二名。1894年不幸因伤寒英年早逝。勒克的作品受到弗兰克的影响明显，常采用循环主题，风格细腻优美。

## 外部連結
- 互联网档案馆中纪尧姆·勒克的作品或与之相关的作品
- 纪尧姆·勒克的免费乐谱，由国际乐谱典藏计划提供